# Lasiothyrium cycloschizon
Lasiothyrium cycloschizon är en svampart som beskrevs av Syd. & P. Syd. 1913. Lasiothyrium cycloschizon ingår i släktet Lasiothyrium, divisionen sporsäcksvampar och riket svampar.   Inga underarter finns listade i Catalogue of Life.